# My Dying Bride
My Dying Bride (с англ. — «Моя умирающая невеста») — дэт-дум-метал-группа из Англии, основанная в 1990 году.

## История

### Ранние годы (1990—1991)
В 1990 году возникла британская дэт-метал-группа Abiosis. Она распалась после выпуска мини-альбома Noxious Emanation в том же году. Два музыканта из Abiosis, гитарист Эндрю Крэйган и барабанщик Ричард Миа, присоединились к Аарону Стейнторпу (вокал) и Кэлвину Робертшоу (гитара) и основали My Dying Bride в июне 1990 года в городе Брадфорд. После 6 месяцев предварительных репетиций коллектив выпустил дебютную демозапись Towards the Sinister. В целом, критики прохладно отнеслись к ней, однако похвалили композицию «Vast Choirs» за атмосферность.
My Dying Bride записали свой первый сингл God Is Alone на виниловом 7-дюймовом диске в 1991 году. Его выпустил французский лейбл Listenable Records. Сингл обрёл успех: весь тираж God Is Alone был моментально раскуплен. Peaceville Records заметил My Dying Bride и предложил группе заключить контракт. Коллектив согласился и записал с лейблом свой первый мини-альбом Symphonaire Infernus Et Spera Empyrium с бас-гитаристом Эдрианом Джексоном. EP «вызвал большой интерес» после релиза. Музыкальные критики назвали мини-альбом «пятнадцатиминутной дэтовой симфонией».

### As The Flower Withers(1992—1993)
My Dying Bride выпустили свой первый студийный альбом As the Flower Withers в жанре дэт-дум-метал 22 мая 1992 года. Он вышел на 12-дюймовом виниловом диске и CD. В альбом входили шесть композиций из обычного издания и бонусная «Erotic Literature» из CD-издания. As The Flower Withers «перевернул дум с ног на голову»: среди музыкальных критиков шли споры, к какому жанру отнести альбом, поскольку в нём My Dying Bride смешали дум-метал с гроулингом и, в некоторых песнях, с короткими симфоническими оркестровками.
Запись значительно укрепила репутацию группы. Альбом получил позитивные отзывы от многих критиков, а сами My Dying Bride были признаны зачинателями дэт-дум-метала наравне с Anathema и Paradise Lost. Известный немецкий журнал RockHard поставил альбому 8 баллов из 10. Однако, AllMusic отнеслись к релизу прохладнее и поставили оценку 6/10. За релизом последовала серия концертов в Великобритании и континентальной Европе.
Успех As The Flower Withers мотивировал My Dying Bride на запись очередного мини-альбома Thrash of Naked Limbs. EP отметил очередное изменение в составе: клавишник и скрипач Мартин Пауэлл стал официальным членом группы, до этого играя в My Dying Bride в качестве сессионного участника. My Dying Bride собирались провести турне с индастриал-группой G.G.F.H. в 1993 году, однако оно было сорвано в последний момент: ударник Миа повредил себе руку во время записи музыкального видео. Получившееся видео, тем не менее, имело немалый успех.

### Turn Loose the SwansиThe Angel and the Dark River(1993—1995)
1993 год ознаменовался выходом второго студийного альбома My Dying Bride. В Turn Loose the Swans прозвучали первые готические ноты. Скрипка заняла более весомое место в композициях, чем в дебютном альбоме, и встречается во всех песнях. «Sear Me MCMXCIII» и «Black God» отличительны полной заменой гитарного звучания скрипкой и пианино. Применение смычковых и клавишных инструментов насытило композиции гораздо более мрачной и меланхоличной атмосферой, чем в As The Flower Withers.
После релиза и окончания совпавшего с ним европейского турне, My Dying Bride выпустили мини-альбом I Am Bloody Earth. Peaceville Records выпустили бокс-сет The Stories с тремя EP группы, пока та работала над третьим студийным альбомом. The Angel And The Dark River вышел в мае 1995 года.
My Dying Bride серьёзно изменили звучание в новом альбоме, хотя и оставили музыку депрессивной и печальной. Группа отбросила элементы дэт-дум-метала и сильно замедлила темп песен. Вокалист Аарон Стейнторп отказался от гроулинга и запел чистым вокалом ради большей атмосферности (за исключением бонусных композиций). Скрипка и пианино заняли в композициях куда более значимое место, чем в предыдущем альбоме. Таким образом, My Dying Bride окончательно склонились к готическому металу.
The Angel and the Dark River получил высокие оценки критиков. Его часто называли одним из лучших в творчестве группы: например, портал Angry Metal Guy охарактеризовал альбом именно так. Интернет-журнал Loudwire поместил его на пятое место в списке лучших метал-альбомов 1995 года. Джон Серба (John Serba) из Allmusic описал творение My Dying Bride так: «The Angel and the Dark River стоит особняком [от других альбомов группы] в центре туманного моря слёз». Журнал RockHard поставил оценку 8,5 баллов из 10. Также, фанаты и критики весьма высоко оценили вступительный трек «The Cry Of Mankind».
Третий студийный альбом выдвинул коллектив на передний план мировой метал-сцены, что подтверждалось непрерывными европейскими гастролями, самым значительным моментом которых стало выступление на фестивале «Dynamo Open Air» в Нидерландах. My Dying Bride провели туры в компании с Iron Maiden и Dio в конце 1995 года. Тогда же вышла первая компиляция под названием Trinity.

### 1996—2011
Оставаясь на договоре с Peaceville, в 1996 году группа выпустила четвертый полноформатный альбом «Like Gods Of The Sun». Набранный опыт и пристальное внимание к деталям позволили выдать еще более чистый звук.
Остаток этого года и часть следующего My Dying Bride провела на европейских гастролях совместно с Cathedral и Sentenced. Также в 1997-м состоялся первый визит группы в Америку, в течение которого команда играла на разогреве у Dio. Однако в конце этих гастролей Richard Miah серьёзно заболел и музыкантам пришлось искать нового ударника. Временной заменой ему стал Билл Лоу из Dominion, с которым и была завершена работа над пятым альбомом, загадочно наименованным 34.788%…Complete. Но во время репетиций группу покинул ещё один её участник Martin Powell, перешедший в Anathema. И вот с такими изменениями в составе группа и представила свою новую работу.
После выхода альбома вновь воцарилось молчание. Но тишина была разбита, когда было заявлено о планах к началу работы над их шестым альбомом вместо гастролей. Другим откровением стало, что наконец-то найден постоянный ударник в лице Шона Стила, прежде игравшего в группах Solstice и Anathema. С помощью Джонни Модлина (из группы Bal Sagoth), My Dying Bride записывают The Light at the End of the World, который выходит в ноябре 1999 года. На этом альбоме можно услышать возвращение к звуку балансирующему где-то между Turn Loose the Swans и The Angel and the Dark River, но с новым взглядом на общее звучание. В группу принимается второй гитарист Хэмиш Гленкросс, хотя запись The Light at the End of the World и проходила без его участия.
В 2000 году группа отметила своё десятилетие туром по Западной Европе и выпуском двух альбомов-компиляций, озаглавленных Meisterwerk 1 & 2. Вскоре после этого My Dying Bride снова отправились в студию, чтобы записать следующий опус The Dreadful Hours, выпущенный в июле 2001. Для записи клавишных партий вновь был приглашен Джонни Модлин. В дополнение к семи новым трекам альбом содержит новую запись 14-минутного эпоса «Return of the Beautiful», переименованного в «Return to the Beautiful».
В феврале 2004 года свет увидел альбом группы Songs of Darkness Words of Light, записанный в Academy Studios и охарактеризованный как «очень мрачный и сложный».
В 2006 году был выпущен новый альбом, получивший название A Line of Deathless Kings.
|                                             |  |  |  |  |  |
| My Dying Bride на фестивале Metalmania 2007 |  |  |  |  |  |

В апреле 2009-го вышла десятая студийная пластинка For Lies I Sire. В записи данного альбома уже не участвовала клавишница Сара Стэнтон (была в группе с 2004 года), которая ушла в декрет летом 2008 года. Новой клавишницей стала Кэти Стоун. После выхода альбома ей на замену пришел Шон Макгоуэн.
EP/DVD Bring Me Victory был издан в октябре 2009 года. На альбоме было представлено несколько каверов группы, а также концертная версия композиции «Vast Choirs».
К своему двадцатилетию My Dying Bride издали диск Evinta, на котором англичане собрали свои классические композиции в неоклассической и эмбиентной обработке.
В том же, 2011 году группа представила EP The Barghest o’ Whitby, на котором был один 27-ми минутный трек.

### 2012 — наши дни
Весной 2012 года стало известно, что группа работает над новым альбомом A Map of All Our Failures. Вскоре My Dying Bride опубликовали информацию о предстоящем турне зимой этого же года. Альбом появился в продаже 15 октября 2012 года.
13 мая 2013 года вышел EP The Manuscript.
Летом 2014 из-за «непримиримых разногласий» группу покидает Хэмиш Гленкросс, а ему на замену удается уговорить вернуться Кэлвина Робертшоу.
|                                                 |  |  |  |  |  |
| My Dying Bride на фестивале Hammer of Doom 2015 |  |  |  |  |  |

## Стиль и влияние
My Dying Bride называют родоначальницей готик-метала. В ходе музыкального восхождения группы, коллектив постоянно сравнивался с другими пионерами дэт-дум-метала — Paradise Lost. По словам Аарона Стейнторпа, на раннюю музыку My Dying Bride большое влияние оказало творчество Celtic Frost. Candlemass, Coroner и Celtic Frost были музыкальными кумирами вокалиста.

## Состав
| ;Текущий состав - Аарон Стейнторп — вокал - Эндрю Крэйган — гитара - Кэлвин Робертшоу — гитара (1990—1999, с 2014) - Елена Абё — бас-гитара - Шон Макгоуэн — клавишные, скрипка - Джефф Сингер — ударные (с 2018) | ;Бывшие участники - Мартин Пауэлл — скрипка/клавишные (1992—1998) - Хэмиш Гленкросс — гитара (2000—2014) - Рик Миа — ударные (1990—1997) - Билл Лоу — ударные (1998) - Эйд Джэксон — бас (1991—2007) - Шон Тэйлор-Стилс — ударные (1999—2006) - Джон Бэннет — сессионные ударные (2006) - Ясмин Мэйсон — сессионные клавишные (2000—2002) - Джонни Молдинг — сессионные клавишные (1999) - Сара Стэнтон — сессионные клавишные (2003—2008) - Мишель Ричфилд — гостевой вокал для студийного альбома 34.788%…Complete - Кэти Стоун — клавишные (2008—2009) - Дэн «Шторм» Маллинс — ударные (2007—2010, с 2011 — 2017) |

## Дискография

### Студийные альбомы
- As the Flower Withers (1992, Peaceville Records)
- Turn Loose the Swans (1993, Peaceville Records)
- The Angel and the Dark River (1995, Peaceville Records)
- Like Gods of the Sun (1996, Peaceville Records)
- 34.788%...Complete (1998, Peaceville Records)
- The Light at the End of the World (1999, Peaceville Records)
- The Dreadful Hours (2001, Peaceville Records)
- Songs of Darkness, Words of Light (2004, Peaceville Records)
- A Line of Deathless Kings (2006, Peaceville Records)
- For Lies I Sire (2009, Peaceville Records)
- Evinta (2011, Peaceville Records)
- A Map of All Our Failures (2012, Peaceville Records)
- Feel the Misery (2015, Peaceville Records)
- The Ghost of Orion (2020, Nuclear Blast)
- A Mortal Binding (2024, Nuclear Blast)

### Концертные альбомы
- The Voice of the Wretched (2002, Peaceville Records)
- An Ode to Woe (2008, Peaceville Records)

### EP
- God is Alone (1991)
- Symphonaire Infernus Et Spera Empyrium (1992)
- The Thrash of Naked Limbs (1993)
- I Am the Bloody Earth (1994)
- Deeper Down (2006)
- Bring Me Victory (2009)
- The Barghest o’ Whitby (2011)
- The Manuscript (2013)
- Macabre Cabaret (2020)

### Синглы
- Unreleased Bitterness (1993)
- The Sexuality of Bereavement (1994)
- Deeper Down (2006)
- Hollow Cathedra (2015)
- Thornwyck Hymn (2024)

### Сборники
- Trinity (1995, Peaceville Records)
- Meisterwerk 1 (2000, Peaceville Records)
- Meisterwerk 2 (2001, Peaceville Records)
- Anti-Diluvian Chronicles (2005)
- The Vaulted Shadows (2014, Peaceville Records)
- Meisterwerk III (2016, Peaceville Records)
- A Harvest of Dread (2019, Peaceville Records)

### Демо
- Towards the Sinister (1990)

### DVD
- For Darkest Eyes (1996)
- Sinamorata (2003)
- An Ode to Woe (2008)
- The Angel and the Dark River (2010)